# Luigi Candiani (pittore)
Gigi Candiani (Mestre, 5 luglio 1903 – Mestre, 14 settembre 1963) è stato un pittore italiano.

## Biografia
Luigi Candiani, artisticamente conosciuto a Mestre e nel territorio nazionale con il diminutivo di Gigi, ha iniziato ufficialmente la sua carriera nel mondo dell'arte frequentando la scuola d'arte "Ticozzi" di Mestre, attraverso gli insegnamenti del Maestro Giuseppe Urbani De Gheltof. Nel 1926 partecipò alla prima mostra d'arte organizzata nella sua città natale. Dal 1929 al 1963 espose a tutte le mostre collettive organizzate dall'Opera Bevilacqua La Masa e ad altre prestigiose manifestazioni artistiche (quattro edizioni della Quadriennale di Roma e tre edizioni dell'Esposizione internazionale d'arte di Venezia), cui si aggiungono numerose premiazioni. Nel 1953 vinse in ex aequo la terza edizione del Premio Burano con l'opera "Riflessi verso sera". Molte anche le retrospettive organizzate in Italia e all'estero dopo la sua morte. I suoi lavori riguardano soprattutto paesaggi, specialmente veneti (Laguna e Veneziano, ma anche Trevigiano, Padovano e Vicentino) con richiami agli impressionisti. Caratteristica comune dei suoi dipinti erano le strutture portanti in rosa e azzurro, ingrigiti verso gli ultimi anni della sua carriera. A lui è dedicata una piazza di Mestre ed il centro culturale ubicato nella stessa.
Nel 2013 il critico d'arte e curatore Alain Chivilò ha scritto una monografia dedicata al Maestro Gigi Candiani, codificando tessere caratterizzanti il vissuto di un pittore dalla lirica e delicata pittura. Per la prima volta si evidenziano elementi della sua vita all'interno di una disamina artistica. Il libro "Tessere di vita", attraverso diverse presentazioni, ha ridestato l'interesse nei confronti dell'artista appartenente alla città di Mestre. Nel 2016 l'autore Alain Chivilò propone, dopo aver ascoltato numerose richieste, una nuova monografia di 192 pagine con documenti e foto mai pubblicati e introvabili assieme a un'ampia disamina nel testo e nella galleria di opere suddivise tra disegni e oli: "Gigi Candiani Atmosfere Rarefatte".